# Кастель (фортеця)
Кастель (крим. Qastel; також Кучку-Кастель; Демір-капу, крим. Demir Qapu) — руїни укріпленого поселення X—XIII століття, розташовані на вершині однойменної гори на Південному березі Криму, неприступної з півдня і заходу, а з півночі і сходу — доступної лише вузькими підходами. Рішенням Кримського облвиконкому від 15 січня 1980 року «Городище на горі Кастель» VIII—XV століття оголошено історичною пам'яткою регіонального значення.

## Опис
Фортечні стіни Кастеля (складені з буту насухо, від них залишилися розвали каменів) огороджували територію розміром 400 на 300 м (близько 10 гектарів), зайняту житловими, господарськими та культовими спорудами. Південно-західний край гори займала невелика цитадель, з триметровими стінами, також із ламаного каменю без розчину. В укріпленні, за переказами, було три храми: св. Івана, св. Костянтина і св. Миколая, але вже Петро Кеппен не зміг їх відшукати; цю ж версію переказував і Євген Марков, поза стінами, на західному схилі, є руїни монастиря XIV—XV століть святого Прокула. Фортеця постачалася водою по керамічному водопроводу з джерела Врисі. У праці «Про давнину південного берега Криму та гір Таврійських» Петро Кеппен, на основі аналізу середньовічних джерел, наводив можливі варіанти назви поселення: Pangropulle (перипл графа І. О. Потоцького), Pangropoli (портолани XIV—XV століття, карта з Вольфенбіттельської бібліотеки), але сучасні дослідники ідентифікують цей топонім з Партенітом, що не применшує заслуг вченого, який залишив один із найповніших описів руїн і справедливо відніс їх до середньовіччя.
|  | На вершині цієї гори видно сліди численних жител, що перебували колись усередині укріплення, стіни якого прилягали до стрімких неприступних схилів. Серед цих руїн у безлічі лежать уламки різних глиняних посудин і трапляється вапно, якого, втім, я не знаходив біля кріпосних стін. Продавець Кастель-гори, на плані, складеному 1832 року, показав на вершині гори три церкви, а саме Аян (Св. Іоанна), Св. Костянтина та Св. Миколая; але я марно шукав їхніх слідів... із західного ж боку на горбі видно руїни церкви, що її татари називають Ай-Брокуль монастир, тобто Св. Прокула, або ж Прокла. Повз цей монастир, через інший горб, колись провели воду до Кастель-гори від фонтану, іменованого Врісі. |

Перші археологічні дослідження укріплення провів у 1947 році Євгеній Веймарн у складі «Тавро-скіфської експедиції»: було розкопано одну церкву, знайдено багато кераміки VIII—IX століття, і навіть пізнішого часу. Вчений допускав існування поселення в XII—XIII столітті, але після огляду стін, у світлі поглядів, що панували тоді, відносив фортецю до часів таврів. Лише 1974 року Олегом Домбровським у роботі «Середньовічні поселення та „Ісари“ Кримського Південнобережжя» були доведені середньовічні датування життя укріплення.

## Історія вивчення
Перше повідомлення про руїни фортеці залишив Дюбуа де Монпере, який вважав усі давні споруди у Кримських горах справою рук таврів
|  | Вірне своїй системі, найдавніше населення Тавриди спорудило тут одне з укріплень, яке татарська традиція охрестила ім'ям Демір-капу, тобто «залізні ворота».... |

Незважаючи на аргументовані докази Кеппена про середньовічне датування укріплення, майже півтори сотні років у науці домінувала таврська версія їх походження. Цієї версії дотримувався Микола Ернст у 1935 році, Микола Рєпніков в «Матеріалах до археологічної карти південно-західного нагір'я Криму» 1941 року, Веймарн, після розкопок 1947 року, Павло Шульц, Олександр Лєсков у книзі "Гірський Крим у I тисячолітті.